# Ghețarul de sub Zgurăști
Ghețarul de sub Zgurăști cunoscută și ca Peștera-aven Ghețarul de sub Zgurăști adăpostește ce mai mare lac subteran din România.

## Localizare
Peștera se află în comuna Gârda de Sus, județul Alba, în Munții Bihorului pe versantul abrupt ce coboară din Dealul Mununa spre Valea Ordâncușii, la altitudinea de 921 m. Se ajunge la ea fie urcând din Valea Ordancușii pe versantul drept o potecă abia vizibilă ce începe aval de Peștera Poarta lui Ionele, fie coborând din Dealul Mununii, din marcajul cruce roșie care duce din comuna Gârda de Sus la Cabana Scărișoara. Peștera este localizată la 46°28′0″N 22°50′11″E / 46.46667°N 22.83639°E

## Istoric, explorare și descrierea peșterii

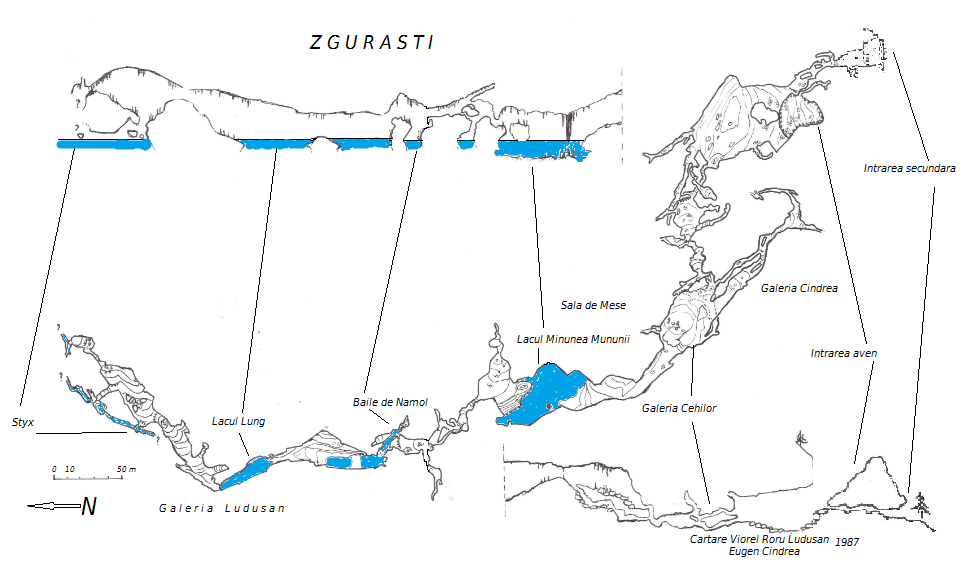
Harta Pesterii - Viorel Roru Ludusan

Prima mențiune a peșterii a fost făcută de R. Jeannel și Emil Racoviță (1929), care dau o descriere, o schiță de hartă și prezintă diferite fenomene hidrologice, biologice și meteorologice. Ei denumesc peștera „Ghețarul de la Zguraști". Porțiunea explorată arată astfel:
În versantul abrupt al Văii Ordancușa, pe o porțiune limitată se formează o platformă care este perforată de deschiderea unui aven cu diametru de 40 m. În peretele lui nordic (cel dinspre versant) se deschide o dublă arcadă: la dreapta (est) un mare portal de 20 m lățime și 30 m înălțime, iar la stânga (vest) un portal mai mic, de 10 m lățime și 3—4 m înălțime. Deasupra acestor deschideri peretele avenului mai are până la buză circa 50 m înălțime.
În aven se coboară fără dificultate cei 30 m prin colțul de sud-vest și se ajunge pe marele grohotiș care se prelinge pe sub cele două portaluri. La jumătatea acestei pante în peretele din dreapta pe lângă care coborâm se deschid două mici guri de galerii. Cea inferioră se închide la câțiva zeci de metri dar cea superioară mai complicată se termină în abruptul muntelui, formând cea de-a II-a intrare a peșterii. 
După portal se mai coboară 30 m și se ajunge într-o vastă sală, impresionantă prin dimensiuni, luminată din belșug de lumina ce se revarsă prin marele portal. Sala, alungită est-vest, are 120 m lungime, 60 m lățime, 50 m înălțime și fundul plat, constituit din argilă, pe care se dezvoltă o bogată vegetație de mușchi. De peretele opus intrării este lipit un grohotiș ce se întinde pe o mare lungime și care ajunge la o înălțime de circa 25 m fața de fundul sălii. De jur imprejurul sălii diverse nivele de argilă indică înalțimea până la care se ridică apa, nivelul maxim fiind la circa 25 m, când întreaga sală este inundată și transformată în lac.
Din Sala Mare se pornesc patru galerii la diferite nivele. În extrema stângă găsim  "Galeria U" ca o nișă descendentă de 4 m ce începe la nivelul salii cu o deschidere de 50 cm. Ea se înalță apoi la 2 m diametru, terminându-se cu un puternic colmataj de argilă. 
Urmează spre dreapata "Galeria V" care după câțiva zeci de metri debușază în Sala de sub Poartă. În partea opusă sala urcă ca apoi să cadă într-o săritoare de 2 m terminându-se în Sala Sifonului. 
Următoarea galerie "Galeria H" e ceva mai sus și paralela cu "V" dar strâmtă și joasă. Aici a fost montată o poartă metalică, Poarta Egoiștilor. Galeria se termină în tavanul Sălii de sub Poartă de care o leagă două  puțuri.
Ultima, "Galeria Y" începe câțiva metri mai la dreapta, este neinteresantă și se termină după 40 m.
Atât era cunoscut de la E.Racoviță și R.Jeannel. În 1976 la gura avenului își face apariția Liviu Vălenașde la "Z" Oradea, cel mai "productiv" speolog al perioadei de glorie a speologiei române 1975-1990, descoperitor al câtorva sute de peșteri cu peste 100 km de galerii. Și nu venea singur, ci însoțit de un alt "greu" Gabi Halasi, bun explorator, cartograf dar mai ales scufundător (urma să plece dintre noi câțiva ani mai târziu la Izbucul Izbândiș din cauza unei defecțiuni la aparatul de scufundare). Ei explorează și recartează partea cunoscută a peșterii și profitând de nivelul scăzut al sifonului de la capătul Galeriei "V" îl depășesc și descoperă o galerie de 35 de metri dar declară peștera terminată. 
Această concluzie a fost infirmată în același an de următoarea echipă sosită în zona: Viorel Ludușan și Eugen Cindrea, de la Polaris Blaj. După ce au "măturat" întreaga vale oarbăde la Iapa la Mununa în căutarea rețelei subterane pe care o bănuiau, ajung și la Zgurăști, ultima posibilitate  de intrare în rețeaua subterană. Nu își puneau mari speranțe căci trecuse pe acolo Valenaș care nu lăsa în urmă ceva de descoperit. 
Și totuși, Cindrea, însoțit de o echipă de speologi cehi își încearcă norocul la sifonul final și reușesc să-l treacă. Nu se opresc însă ca cei dinaintea lor și forțează un horn. Printr-o cățărare dificilă, după 8 m se pătrunde într-o galerie care promite continuare. În Sala de Mese, galeria se bifurcă. Echipa se divide și sunt explorate Galeria JP care se închide după 400 m și Galeria Cehilor care se termină pe malul unui mare lac,  Minunea Mununii, al cărui mal opus nu se putea vedea. Aici se termină tura de explorare. În următoarele intrări, Viorel Ludușan și Eugen Cindrea, susținuți de Clubul de Speologie Polaris, continuă explorarea amănunțită a peșterii și cartarea ei. 
Primul lucru pe care îl fac e să coboare nivelul sifonului. Reușesc să spargă barajul de calcar ce limitează sifonul în aval. Dar asta modifică puțin cursul pârâului și în loc să se piardă în fisurile din nordul micii săli ca pană acuma, el își face un nou curs, și dupa ce taie sala în două se pierde sub peretele opus. Această schimbare putea produce o catastrofă. La întoarcerea din explorare, Galeria "V" era complet inundată și așa a rămas de atunci. Speologii și-au amintit de Galeria "H" care se termină deasupra sălii în care erau prizonieri. O cățărare curajoasă pe un traseu ocolit îi scoate la lumină.
Să revenim la explorare. Se trece sifonul, sau ce a mai rămas din el și se cațără în Galeria Cehilor. Zona e foarte frumos împodobită cu coralite" , clusterite  precum și clasicele stalactite, stalagmite, scurgeri parietale, cristale și draperii. 
Ludușan trece cu o barcă de cauciuc lacul dar continuarea posibilă e la 15 m înălțime pe o verticală plină de nămol. Direct din barcă, fără asigurare reușește să învingă verticala ce de atunci a rămas echipată permanent cu coardă. De aici, cu lumini de pe ambele maluri, lacul se vede în toată măreția lui. E lung de 80 m și limpede. Pe fundul lui la 12 m se văd stalacmite inundate iar din tavan plonjează stalctite imense ce sparg oglinda. E cel mai mare lac subteran din țară. Din acest balcon Ludușan descoperă o galerie cu direcția generală nord, continuarea peșterii.
Expediția următoare se reia din acest punct. Se descoperă Sala Lacului cu Nuferi, cu podeaua acoperită de gururi  pline cu cristale. La baza peretelui sălii, un puț negru și adânc este sondat cu o piatră. Se aude zgomot de apa (Lacul Necunoscut) așa că atenția se îndreaptă spre tavan. În partea nordică s-ar vedea ceva, dar tentativele de cățărare sunt ratate. Cindrea intuiește un traseu pe peretele sudic, face o traversare delicată și ajunge în balconul râvnit. Pasajul va purta numele învingătorului și va rămâne echipat. Se coboară o pantă accentuată până la Perle și acțiunea se oprește pe buza unei prăpăstii adânci cu pereții plini de stalacmite și nămol. În fundul prăpastiei denumită ulterior Baile de Nămol, se zărește un lac.
Explorarea se reia și Viorel Ludușan coboară la lac, cațără peretele opus de unde întrezărește continuarea, dar nu acolo, ci pe peretele din spatele lui. Încearcă să revină dar aproape de tavan, planșeul de nămol alunecă ca o avalașă cu cațărător cu tot.  Se prăbușeste în gol. Jos îl așteaptă un lac rece cu pereții verticali și înămoliți. Între el și Cindrea există legată o cordelină cu care, acesta din urmă, cu mișcări rapide blochează căderea. 
Totul se termină cu bine dar expediția următoare e temeinic pregătită cu materiale de calitate și legătură telefonică între echipa de vârf și tabăra de bază din abriul. Peștera Corobana lui Gârtău. Lacul de la Băile de Nămol este trecut printr-o traversare directă și se descoperă sala Lacul cu Arcadă, depășit și el printr-o traversare pe peretele din dreapta.
După trecerea unui prag se ajunge pe malul Lacului Lung care va fi trecut cu barca. În capătul opus se cațără un perete de 25 m. Urmează un coridor în pantă plin cu gururi și scurgeri parietale de montmilch . care dă acces printr-o săritoare de 8 m în Sala Catastrofei. Sala de 30 m diametru are podeaua în pantă accentuată. În partea de jos sala continuă cu un puț adânc de 30 m, în trepte care se termină în Lacul Styx, explorat superficial. În partea superioară trecerea e blocată de o pădure de coloane. Aici s-au oprit explorările Clubului Polaris desfășurate între 1987-1989. Toate descoperirile au fost cartate. 
După 1990 ia ființă în Gârda de Sus Clubul Sfinx care recartează (???) peștera, instalează o poartă (???) și sparg coloanele din capătul Sălii Catastrofei fără descoperiri notabile. 
Peștera este unul din marile goluri subterane ale țării, depașește 5 km lungime, are 4 mari lacuri subterane, galerii și formațiuni extraordinare. Potențialul locului este însă foarte mare. Lungimea rețelei e apreciată de Viorel Ludușan la cel puțin 100 km de galerii. O reală provocare pentru speologii români. Și nu numai.

## Particularități
In această peșteră a fost semnalat de către R. Jeannel si E. G. Racovita (1929) un interesant fenomen meteorologic, formarea ceții în cadrul fasciculului de raze luminoase care pătrund pe gura peșterii la ora prânzului. Autorii presupun că este vorba de un proces de condensare a apei în jurul ionilor în formare, adică de un proces analog celui din camerele Wilson. Un alt element interesant îl constituie prezența muschilor de pe podeaua sălii. Este vorba de Thamnium alopecurum L. si Oxyrrhynchium praelongum (Hedw.), forme ce cresc sub apă și care indică ca atare nivelul de crestere maximă a lacului.

## Fauna
Faunistic peștera este puțin studiată. Sunt prezente multe elemente trogloxene (moluste, coleoptere), dar în parțile întunecate ale culoarelor abundă Pholeuon proserpinae glaciale.

## Condiții de vizitare
Este o peșteră foarte dificilă. Se recomandă numai echipelor de speologi foarte versati. Echipament necesar: costume impermeabile, cisme de cauciuc, multiple surse de lumină, coardă, blocatoare, coborâtoare, bărci de cauciuc.